# Brownwood
Brownwood is een plaats (city) in de Amerikaanse staat Texas, en valt bestuurlijk gezien onder Brown County.

## Demografie
Bij de volkstelling in 2000 werd het aantal inwoners vastgesteld op 18.813.
In 2006 is het aantal inwoners door het United States Census Bureau geschat op 19.763, een stijging van 950 (5,0%).

## Geografie
Volgens het United States Census Bureau beslaat de plaats een oppervlakte van
32,6 km², geheel bestaande uit land. Brownwood ligt op ongeveer 416 m boven zeeniveau.

## Plaatsen in de nabije omgeving
De onderstaande figuur toont nabijgelegen plaatsen in een straal van 36 km rond Brownwood.

## Geboren in Brownwood
- Madylin Sweeten (1991), actrice
- Sawyer Sweeten (1995-2015), kindacteur